# Désorientation spatiale
Pour un article plus général, voir Médecine aéronautique.
La désorientation spatiale est la perte d'orientation qui peut être subie par un pilote d'avion dans certaines conditions. Elle se traduit par des incapacités de nature sensorielle. La perception d'informations spatiales telles que la position, l'altitude ou l'orientation du déplacement de l'appareil et la verticale peut être altérée. Quelques secondes d'inattention suffisent pour que l'accident se produise. La désorientation spatiale est un problème pris très au sérieux car elle est source d'une partie des incidents, notamment chez les pilotes d'avions de chasse : ainsi, une analyse des accidents aériens mortels survenus dans les Forces armées canadiennes a conclu qu'elle était une cause possible de près du quart d'entre eux. Les pilotes de ligne peuvent aussi être confrontés à ce problème, de nuit ou même de jour dans des conditions météorologiques très défavorables, ce qui peut très gravement nuire à la sécurité des vols.
Le corps humain à haute altitude ne dispose pas, contrairement aux oiseaux, des dispositifs lui permettant de percevoir correctement son environnement. Ses insuffisances se situent au niveau des systèmes de sensibilité visuelle, vestibulaire et somatosensorielle. À cela, s'ajoutent d'autres facteurs comme la distraction, une forte luminosité, le manque d'attention, et/ou le pilotage de nuit. La fatigue est également un facteur aggravant.
Au-dessus de l'océan et par temps couvert, le ciel peut sembler ne former qu'un avec la mer, et le pilote peut perdre la ligne d'horizon (phénomène de perte d'horizon). Il va alors croire être encore en train de voler dans la bonne incidence (vers le ciel) alors qu'il est en fait proche de l'accident. Le seul moyen fiable de se prémunir contre ce phénomène est se fier aux instruments de bord pour connaître sa position dans l'espace et l'orientation de l'aéronef (horizon artificiel et radioaltimètre, essentiellement). Les avions de ligne ainsi que de nombreux hélicoptères de sauvetage disposent d'alarmes de proximité pour prévenir le pilote s'il se rapproche dangereusement de la surface de l'eau.

Voici une liste, non exhaustive, d'accidents aériens probablement liés à une désorientation spatiale ayant affecté les pilotes :
- The Day the Music Died
- Vol South African Airways 228
- Vol Spantax 275
- Vol Aeroflot 3932
- Vol Aeroflot 964
- Vol Iberia 933
- Vol Inex-Adria Aviopromet 450
- Vol Air India 855
- Vol China Airlines 006
- Vol Midwest Express Airlines 105
- Vol Nürnberger Flugdienst 108
- Vol Air Transport International 805
- Vol Copa Airlines 201
- Vol USAir 1016
- Vol Knight Air 816
- Vol Banat Air 166
- Vol Formosa Airlines 7623
- Vol Air France 422
- Vol Thai Airways International 261
- Accident de l'avion de John F. Kennedy Jr.
- Vol Korean Air Cargo 8509
- Vol Crossair 498
- Vol Gulf Air 072
- Vol Vladivostok Avia 352
- Vol Flash Airlines 604
- Vol Armavia 967
- Vol Adam Air 574
- Vol Kenya Airways 507
- Vol Atlasjet 4203
- Vol Santa Bárbara Airlines 518
- Vol Aeroflot 821
- Vol Afriqiyah Airways 771
- Vol Agni Air 101
- Vol Tatarstan Airlines 363
- Vol Indonesia AirAsia 8501
- Vol West Air Sweden 294
- Vol Tara Air 193
- Vol Flydubai 981
- Accident d'un Tupolev Tu-154 de la Force aérienne russe
- Vol Atlas Air 3591
- Accident de l'hélicoptère de Kobe Bryant